# Avira
Avira Operations GmbH & Co. KG là một công ty phần mềm bảo mật máy tính đa quốc gia của Đức chủ yếu được biết đến với phần mềm chống virus Avira Free Security (trước đây gọi là Avira Free Antivirus và Avira AntiVir). Avira được thành lập vào năm 2006, nhưng phần mềm chống virus đã được phát triển tích cực từ năm 1986, thông qua công ty tiền thân H + BEDV Datentechnik GmbH. Tính đến năm 2021, Avira thuộc sở hữu của công ty phần mềm NortonLifeLock của Mỹ, sau khi trước đây thuộc sở hữu của công ty đầu tư Investcorp.
Công ty có văn phòng tại Đức, Hoa Kỳ, Trung Quốc, Romania, Nhật Bản.